# پودانگن
پودانگن (به لهستانی:  Podanin) یک روستا در لهستان است که در گمینا خوجژ واقع شده‌است. پودانگن ۴۹۲ نفر جمعیت دارد.